# Braunston
Braunston è un paese di 1 675 abitanti della contea del Northamptonshire, in Inghilterra.

## Amministrazione

### Gemellaggi
- Quincy-Voisins, Francia